# Red Light Special
Red Light Special è un brano musicale Rhythm and blues scritto e prodotto da Babyface per il secondo album della band statunitense TLC, CrazySexyCool.
Il brano è stato pubblicato il 21 febbraio del 1995 come secondo singolo ufficiale tratto dall'album ed ha raggiunto la posizione numero 2 della Billboard Hot 100, diventando uno dei maggiori successi del gruppo in patria e uno dei singoli più venduti dell'anno. Il singolo ha ottenuto la certificazione di disco d'oro dalla RIAA con oltre 500 000 copie vendute.
La canzone ha ricevuto una nomination ai Grammy Award del 1996  come "Miglior canzone R&B", insieme al precedente singolo delle TLC, Creep e a un'altra canzone scritta da Babyface, You Can't Run.

## Video musicale
Il video del singolo è stato diretto dal regista Matthew Rolston ed è ambientato in una sorta di bordello dove le prostitute sono tutti uomini e Lisa Lopes interpreta il pappone. La scena principale del video vede le cantanti intorno a un tavolo da poker circondato da molti uomini, intente a giocare una partita di strip poker: man mano che il video va avanti, ogni giocatore perde un indumento, e alla fine Left Eye perde la pazienza e getta all'aria il tavolo.
In altre sequenze ogni membro del gruppo si trova in una stanza diversa del bordello in compagnia di ragazzi impegnati a spogliarle o a stuzzicarle. Il video alterna scene a colori e scene in bianco e nero; le scene a colori presentano una fotografia che esalta il colore rosso, in linea col titolo della canzone. Ci sono due versioni del video: l'originale, chiamata "Dirty Version", è più esplicita riguardo agli approcci fisici che avvengono tra le cantanti e gli attori, mentre l'altra è meno esplicita ed è quella che è stata trasmessa dalle tv.

## Accoglienza
Il singolo ha raggiunto la posizione numero 3 nella Hot R&B/Hip-Hop Songs di Billboard, dove ha passato 20 settimane complessive. Nella Billboard Hot 100 invece ha saputo fare di meglio: entrato in top10 al numero 5 mentre Creep era ancora al numero 3, il singolo ha raggiunto la posizione numero 2 dove è rimasto tre settimane consecutive, diventando il secondo brano delle TLC a raggiungere la seconda posizione e il terzo ad entrare nella top5 della classifica statunitense. Da qui in poi i singoli principali delle TLC avranno più successo nella classifica pop che in quella R&B, decretando il successo del gruppo oltre i confini della musica urban. Nella lista dei 100 singoli di maggior successo del 1995 il brano è stato inserito da Billboard alla posizione numero 28, mentre Waterfalls e Creep sono stati inseriti rispettivamente al secondo e al terzo posto.
Nel Regno Unito il brano è stato il primo singolo del gruppo ad entrare in top20, dove è arrivato alla posizione numero 18. In Nuova Zelanda il singolo ha raggiunto la nona posizione, diventando il secondo singolo in top10 delle TLC e spendendo sette settimane consecutive nella top20.

## Classifiche
| Chart (1995)                                      | Peak position |
| ------------------------------------------------- | ------------- |
| U.S. Billboard Billboard Hot 100                  | 2             |
| U.S. Billboard Radio Songs                        | 4             |
| U.S. Billboard Hot R&B/Hip Hop Singles & Tracks   | 3             |
| U.S. Billboard Hot Dance Music/Maxi-Singles Sales | 9             |
| U.S. Billboard Rhythmic Songs                     | 1             |
| U.S. Billboard Pop Songs                          | 11            |
| Nuova Zelanda                                     | 9             |
| Regno Unito                                       | 18            |

## Tracce
- CD1

1. "Red Light Special" (Radio Edit) - 4:40
2. "Red Light Special" (L.A.'s Flava Mix) - 4:28
3. "Red Light Special" (Album Version) - 5:02
4. "Red Light Special" (Gerald Hall Remix) - 5:09
5. "My Secret Enemy" - 5:36

- CD2

1. "Red Light Special" (Radio Edit) - 4:40
2. "Red Light Special" (Alternate Radio Edit) - 4:31
3. "Red Light Special" (Album Version) - 5:02
4. "Red Light Special" (Album Instrumental) - 5:02

- 12" Vinyl

1. "Red Light Special" (L.A.'s Flava Mix - Extended Version)
2. "Red Light Special" (Album Version)
3. "Red Light Special" (Gerald Hall's Remix)
4. "Red Light Special" (Acappella)
5. "Red Light Special" (Instrumental)
6. "My Secret Enemy"